# 高陽ザイクロFC
高陽ザイクロFC（コヤン・ザイクロFC、朝鮮語: 고양 자이크로 FC、英語: Goyang ZAICRO FootballClub）は、韓国の北西部、京畿道の高陽市を本拠地にしていたサッカークラブである。

## 歴史
前身の一つであるハレルヤFCは、新東亜グループ総帥であり当時の大韓サッカー協会会長でもあった崔淳永の支援によって、韓国で最初のプロサッカークラブとして1980年に創設された。ハレルヤFCはキリスト教の宣教を目的としており、キリスト教徒の選手たちが創設の中心になった。初代監督は金容植だった。1983年に発足した韓国スーパーリーグ（現Kリーグ1）では初代王者となった。1984年は8チーム中4位、1985年は8チーム中最下位に終わった。1983年に創設されたもう一つの前身チームであるインマヌエルFCは全国実業サッカー連盟戦で戦うキリスト教系クラブで、1985年にハレルヤとインマヌエルはキリスト教系クラブ同士の合同を行い、インマヌエルFCはハレルヤの2軍としてシーズンを送った。同シーズン終了後にハレルヤはアマチュアに転向し、プロリーグから撤退した。
その後はハレルヤもインマヌエルも宣教目的のアマチュアチームとして実業サッカー連盟戦で戦った。インマヌエルは資金難から、1992年に大手小売りグループのイーランド（E-Land）に買収されイーランド・プーマFCとなったが、1998年のIMF危機により資金難に陥り、イーランドに手放され再びアマチュアのインマヌエルFCに戻った。ハレルヤFCもIMF危機により資金難に陥り、それにより同年の韓国FAカップ終了後に解散した。ハレルヤの選手たちは同じく経営的な苦境に立たされていたインマヌエルFCに合流し、クラブ名をハレルヤとして存続した。
2003年に始まったKリーグの下位リーグにあたるK2リーグ（当時Nリーグ）には初年度から参加している。最初は全羅北道益山市に本拠地を構えていたが、同市に本部がある円仏教の信者からの抗議により、2003年前期リーグでの立ち退きを余儀なくされた。そのため2003年後期リーグには参加できなかった。2004年からは金浦市を本拠地として、クラブ名も金浦ハレルヤとした。2007年に安山市へ移転の上名称を安山ハレルヤとし、2012年には安山 H FCと改称。
2013年からクラブはKリーグ2部に相当するKリーグチャレンジに参入することとなり、チームは高陽市に移転して名称を高陽Hi FCに変更した。Kリーグには前身のハレルヤFC時代以来28年ぶりの復帰となった。
高陽市移転とプロ化の際に、これまでのキリスト教色を払拭することを発表している。「Hi」という新しいチーム名は、ファンに対するこんにちはという挨拶の「Hi」であり、ファンに夢と希望を伝えるという意味の「Hope」と地域社会の調和・統合を実現しようという「Intergration」の略であり、より高いところに登って名門球団になろうという意味の「Higher」の略だと発表した。しかし、2013年初頭の中南米合宿が、実際は現地チームとの対戦時に現地ファンの前で礼拝や賛美歌合唱を行う「カトリック諸国に対する宣教活動」という位置づけであり、ニューヨークの韓国人教会での歓迎会でのバナーには「高陽Hi（Hallelujah Immanuel）」という表記があり公式発表のチーム名由来と異なるなど、以前と何も変わっていないという報道がなされ、結局クラブの公式ブログでも、「Hi」という新しいチーム名は前身クラブの「ハレルヤ」と「インマヌエル」の略でもあると正式に認めることになった。
2016年より韓国のスポーツ用品ブランドのザイクロの支援を受け、高陽ザイクロFCに名称を変更した。しかし経営陣が政府からのアマチュアサッカー振興基金を着服したことが明るみに出て、Kリーグチャレンジで11チーム中最下位に終わった。結局シーズン終了後にKリーグからの脱退を申請し、2017年1月に脱退が承認された。その後は活動していないことから解散したとみられる。

## タイトル

### 国内タイトル
- Kリーグ：1回
  - 1983

- 大統領杯：2回
  - 1994, 2002

### 国際タイトル
- クイーンズカップ：1回
  - 2009

## 過去の成績

### Kリーグ
| 年度 | Kリーグ         | チャンピオンシップ |
| ---- | --------------- | ------------------ |
| 1983 | 優勝            | ─                  |
| 1984 | 前期4位/後期4位 | 資格なし           |
| 1985 | 8位             | ─                  |

### Nリーグ
| 年度 | 前期 | 後期   | プレーオフ |
| ---- | ---- | ------ | ---------- |
| 2003 | 3位  | 不参加 | 資格なし   |
| 2004 | 8位  | 10位   | 資格なし   |
| 2005 | 5位  | 4位    | 資格なし   |
| 2006 | 7位  | 1位    | 準優勝     |
| 2007 | 9位  | 7位    | 資格なし   |
| 2008 | 10位 | 3位    | 資格なし   |
| 2009 | 6位  | 8位    | 資格なし   |
| 2010 | 13位 | 10位   | 資格なし   |

### Kリーグチャレンジ
| シーズン | リーグ            | 順位 | 試 | 勝 | 分 | 敗 | 得 | 失 | 差  | 点 |
| -------- | ----------------- | ---- | -- | -- | -- | -- | -- | -- | --- | -- |
| 2013     | Kリーグチャレンジ | 06位 | 35 | 10 | 11 | 14 | 43 | 50 | −7  | 41 |
| 2014     | Kリーグチャレンジ | 08位 | 36 | 11 | 14 | 11 | 36 | 41 | −5  | 47 |
| 2015     | Kリーグチャレンジ | 08位 | 40 | 13 | 10 | 17 | 46 | 68 | −22 | 49 |
| 2016     | Kリーグチャレンジ | 11位 | 40 | 2  | 10 | 28 | 21 | 72 | −51 | 16 |

## 歴代所属選手
- 余孝珍 2013-2015